# Pospornica

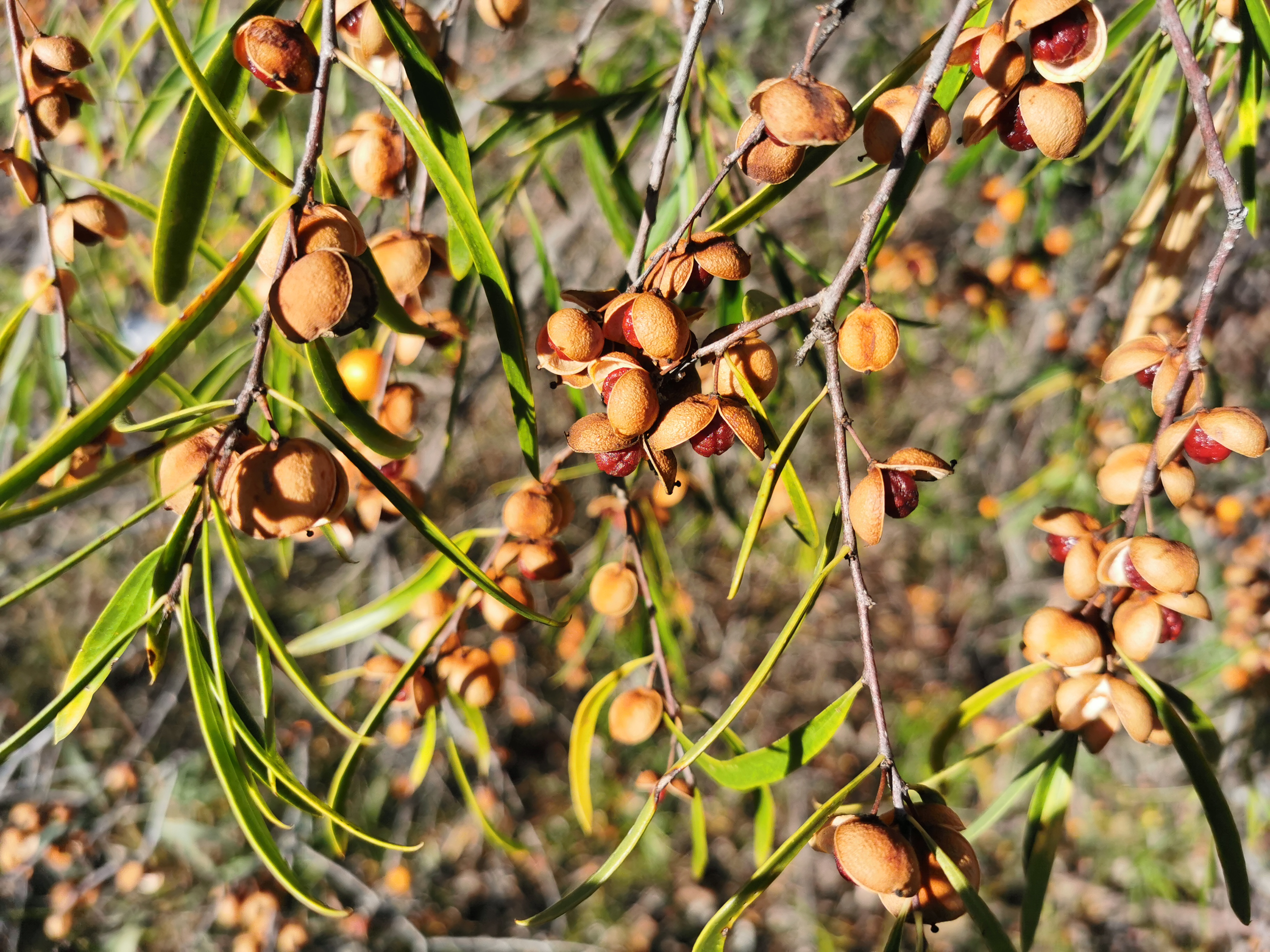
Pittosporum angustifolium

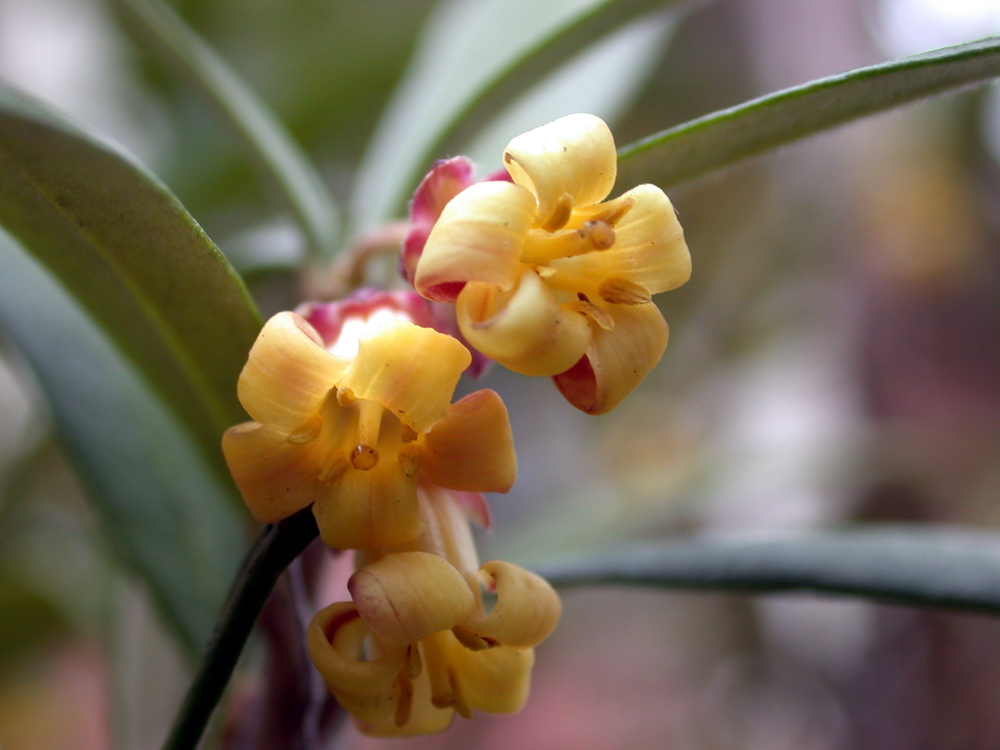
Pittosporum bicolor

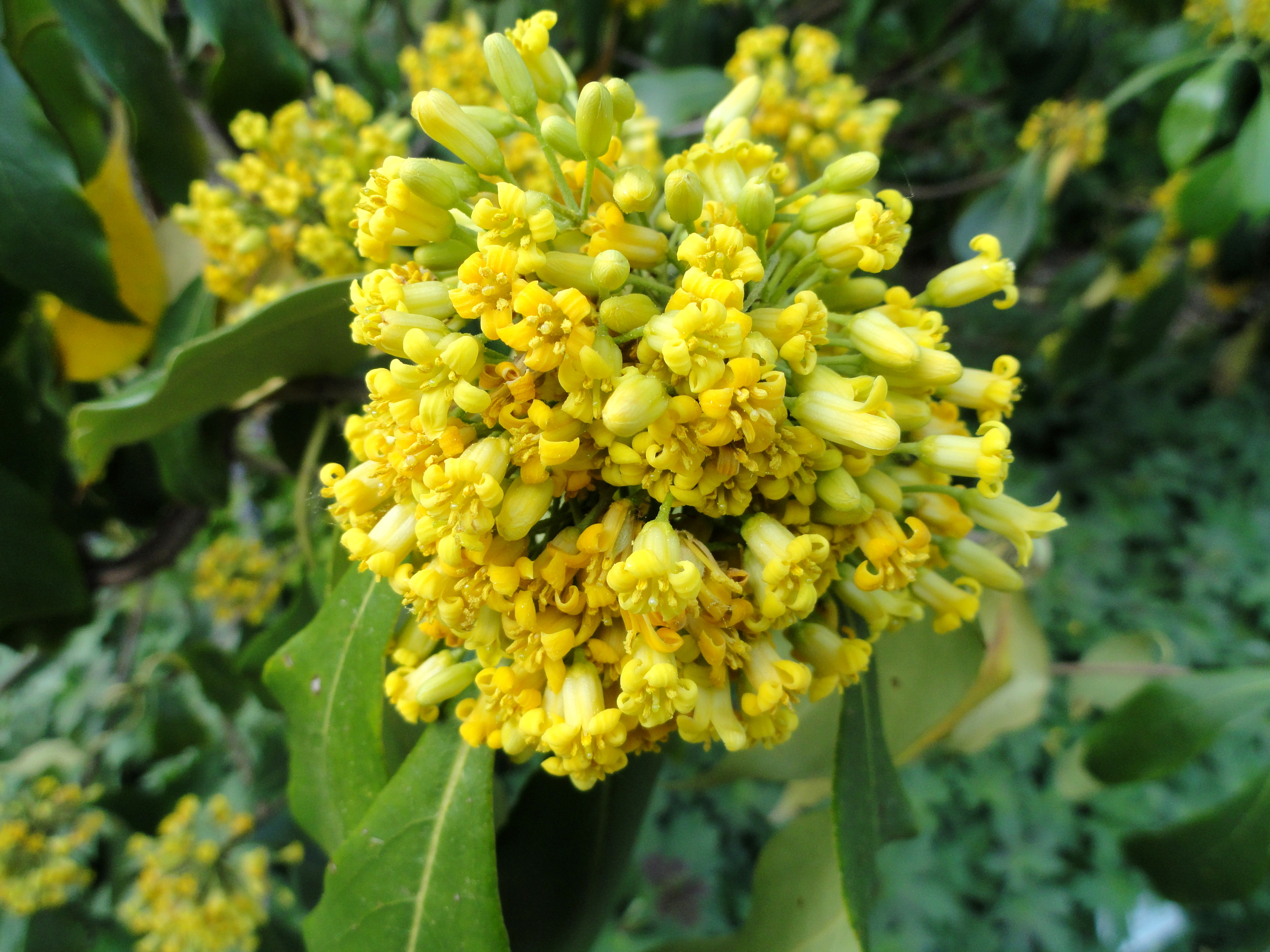
Pittosporum brevicalyx

Pospornica, skorzec (Pittosporum) – rodzaj roślin z rodziny pospornicowatych. Obejmuje 226 gatunków. Zasięg rodzaju obejmuje środkową i południową Afrykę, wyspy na Oceanie Indyjskim (Madagaskar, Seszele, Maskareny), południową i wschodnią Azję, Australię, Nową Zelandię i wyspy na Pacyfiku. Jeden izolowany gatunek P. coriaceum rośnie na Maderze i jednym stanowisku na Teneryfie. Niektóre gatunki rozprzestrzenione zostały poza naturalnym zasięgiem. Pospornica falista P. undulatum jest bardzo problematycznym gatunkiem inwazyjnym w Ameryce Środkowej, na Azorach, w południowej Afryce, Australii, Nowej Zelandii i na Hawajach. Rośliny te zasiedlają lasy różnych typów, często rosną na terenach skalistych i na wybrzeżach. Ich zwykle wonne kwiaty zapylane są przez owady. 
Z nasion Pittosporum resiniferum pozyskuje się olej palący się jasnym płomieniem, wykorzystywany w Azji Południowo-Wschodniej do oświetlania pomieszczeń. Drewno pospornicy falistej P. undulatum służy do wyrobu kijów golfowych, a z kwiatów tego gatunku pozyskuje się wonny olejek. Olejek z P. stenopetalum jest z kolei tak cuchnący, że odstraszać ma duchy. Liczne gatunki uprawiane są jako ozdobne ze względu na pachnące kwiaty i ozdobne ulistnienie: pospornica japońska P. tobira, falista P. undulatum, P. crassifolium, P. eugenioides, P. tenuifolium. Ostatni z tych gatunków należy do najbardziej mrozoodpornych i bywa spotykany w uprawie także w zachodniej Polsce (zimą wymaga okrycia). Niektóre gatunki wykorzystywane są jako rośliny lecznicze (np. P. napaulense). Jadalnych nasion dostarcza P. pullifolium.

## Morfologia

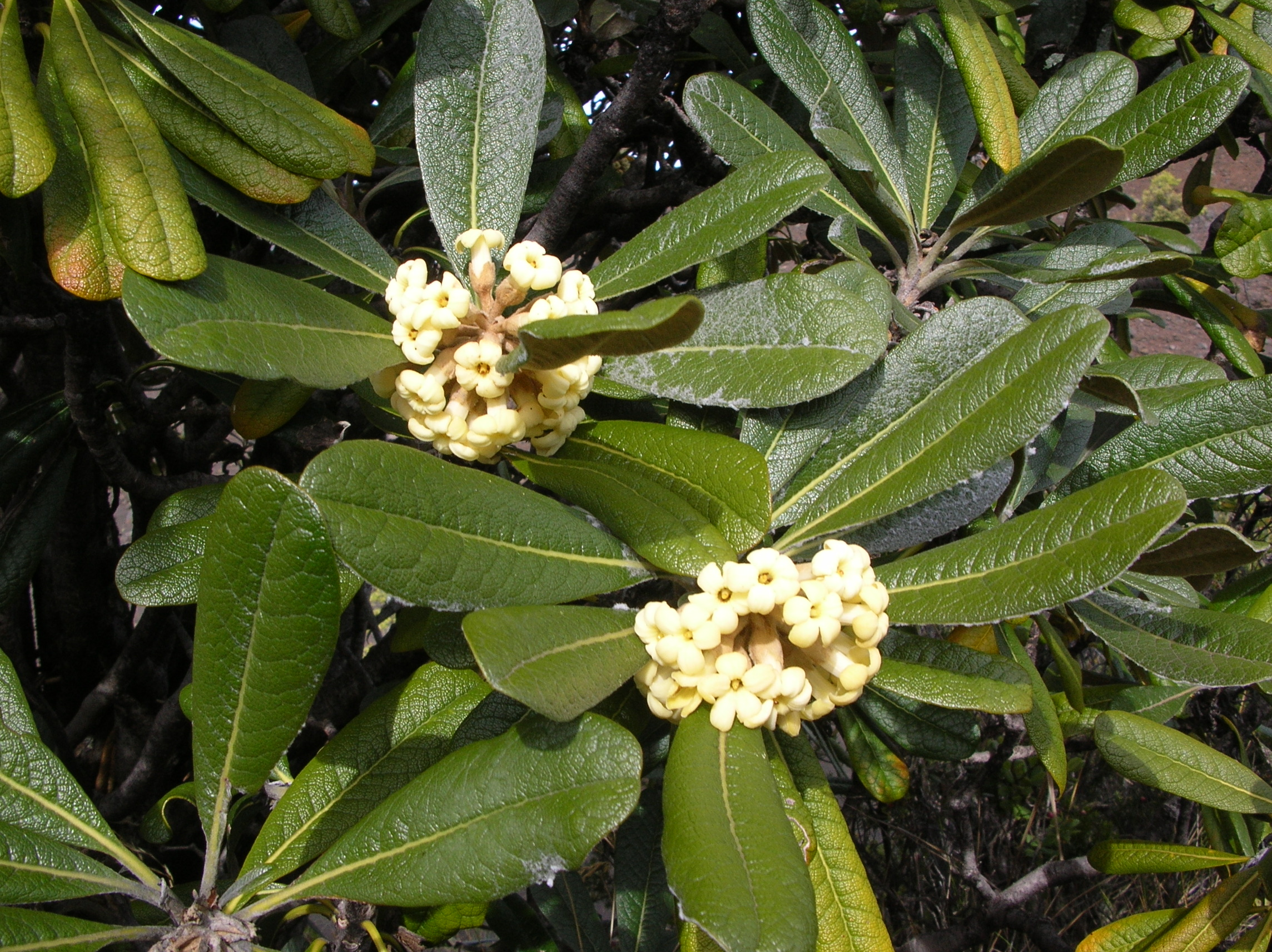
Pittosporum confertiflorum

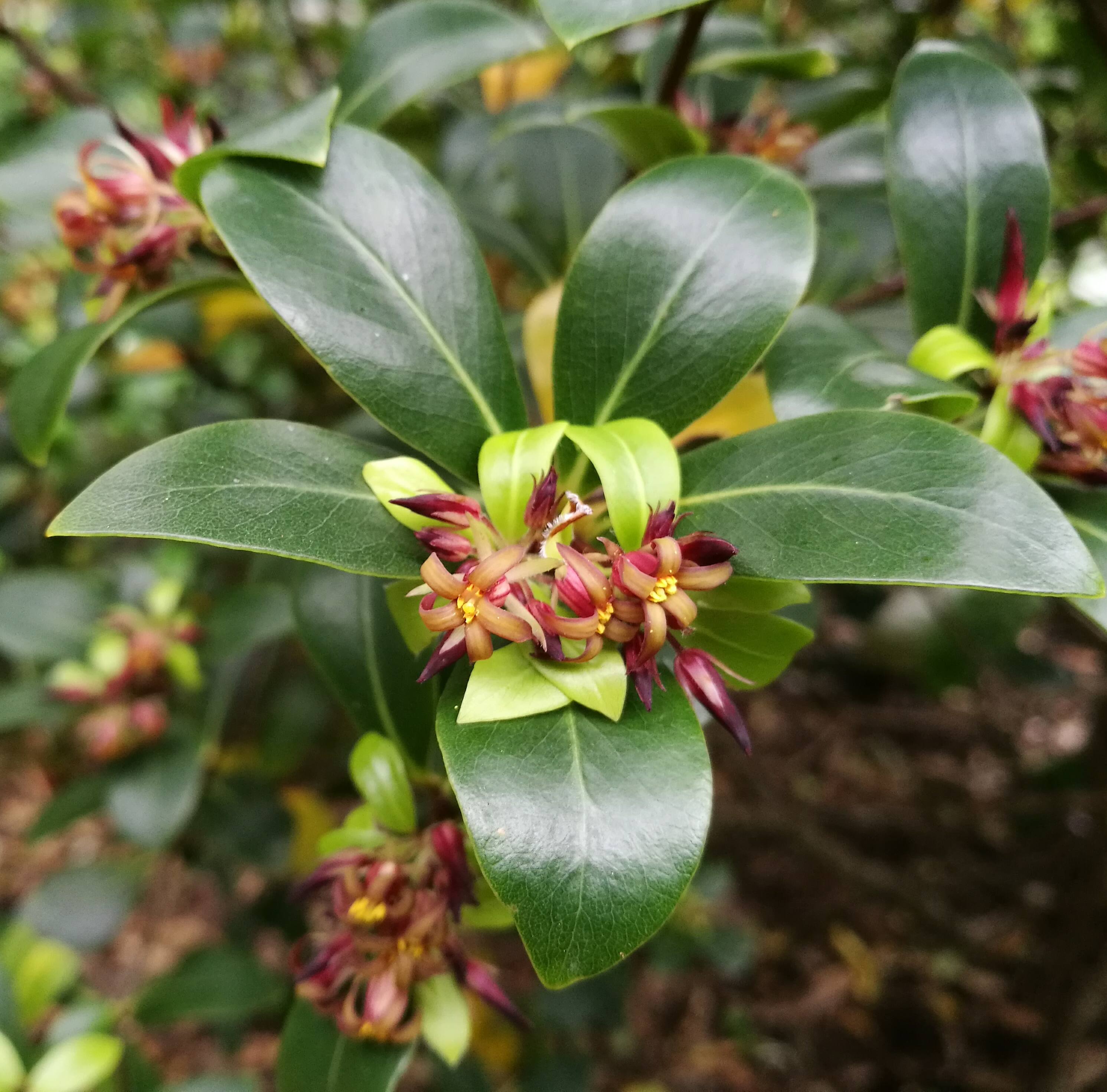
Pittosporum cornifolium

PokrójDrzewa (do 30 m wysokości), krzewy i półkrzewy. Pędy nagie lub owłosione.
LiścieZimozielone, skrętoległe, ale często pozornie naprzeciwległe i w nibyokółkach, zwykle też skupione na końcach pędów. Przylistków brak. Blaszka skórzasta lub cienka, całobrzega, często też falista i ząbkowana.
KwiatyObupłciowe, pojedyncze lub częściej zebrane w kwiatostany baldachowate, wierzchotkowate lub wiechowate, wyrastające w kątach liści lub na końcach pędów. Działek kielicha jest 5 wolnych i zwykle drobnych. Płatków korony jest 5 częściowo zrośniętych lub wolnych. Pręcików jest 5 o nitkach nagich. Zalążnia górna, złożona zwykle z 2–3, rzadziej 4–5 owocolistków, tworzących pojedynczą komorę lub z nie do końca rozdzielonymi komorami. Szyjka słupka trwała, pojedyncza, na szczycie często rozdzielona na tyle łatek ile owocolistków tworzy słupek.
OwoceSuche, skórzaste lub drewniejące torebki otwierające się 2–5 klapami. Nasiona otoczone lepką, zwykle czerwonobrązową żywicą.

## Systematyka
Pozycja systematyczna

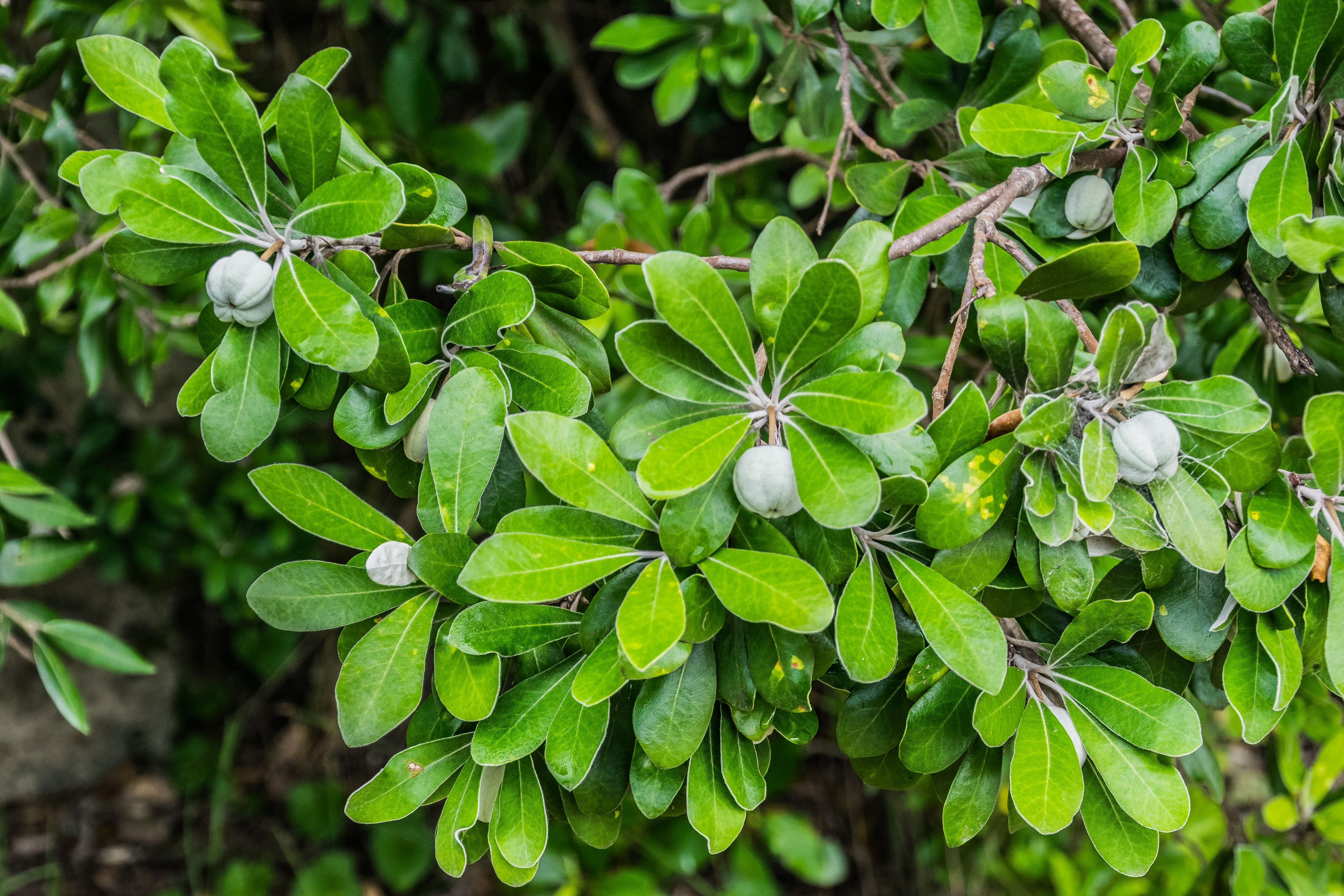
Pittosporum crassifolium

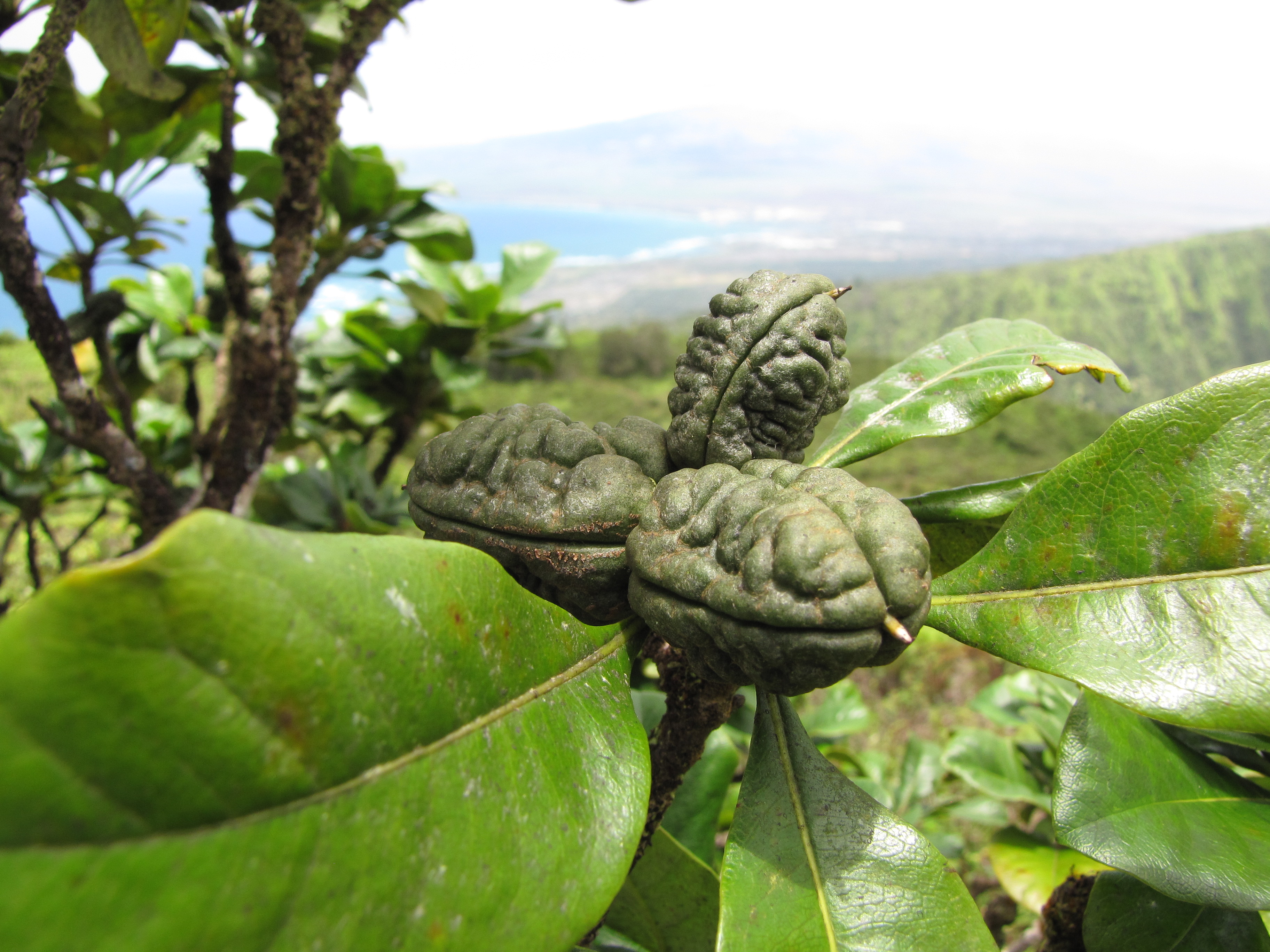
Pittosporum glabrum

Rodzaj z rodziny pospornicowatych Pittosporaceae.
Wykaz gatunków
- Pittosporum abyssinicum Delile
- Pittosporum aliferum Tirel & Veillon
- Pittosporum ambrense Cufod.
- Pittosporum anamallayense M.P.Nayar & G.S.Giri
- Pittosporum aneityense Guillaumin
- Pittosporum anggiense D.M.Hicks & Utteridge
- Pittosporum angustifolium G.Lodd.
- Pittosporum angustilimbum C.Y.Wu
- Pittosporum anomalum Laing & Gourlay
- Pittosporum arborescens Rich. ex A.Gray
- Pittosporum argentifolium Sherff
- Pittosporum artense Guillaumin
- Pittosporum balansae Aug.DC.
- Pittosporum balfourii Cufod.
- Pittosporum baudouinii Brongn. & Gris
- Pittosporum berberidoides Burkill
- Pittosporum bernardii Tirel & Veillon
- Pittosporum bicolor Hook.
- Pittosporum boninense Koidz.
- Pittosporum bouletii Veillon & Tirel
- Pittosporum brackenridgei A.Gray
- Pittosporum bracteolatum Endl.
- Pittosporum brevicalyx (Oliv.) Gagnep.
- Pittosporum brevispinum Veillon & Tirel
- Pittosporum buchananii Hook.f.
- Pittosporum bullatoferrugineum  Cufod.
- Pittosporum cacondense Exell & Mendonça
- Pittosporum campbellii F.Muell.
- Pittosporum ceylanicum Wight
- Pittosporum cherrieri Tirel & Veillon
- Pittosporum coccineum (Montrouz.) Beauvis.
- Pittosporum colensoi Hook.f.
- Pittosporum collinum Guillaumin
- Pittosporum confertiflorum A.Gray
- Pittosporum coriaceum Aiton
- Pittosporum cornifolium A.Cunn. ex Hook.
- Pittosporum crassicaule Laing & Gourlay
- Pittosporum crassifolium Banks & Sol. ex A.Cunn.
- Pittosporum cravenianum Schodde
- Pittosporum crispulum Gagnep.
- Pittosporum croceum Guillaumin
- Pittosporum dallii Cheeseman
- Pittosporum daphniphylloides Hayata
- Pittosporum dasycaulon Miq.
- Pittosporum densiflorum Putt.
- Pittosporum deplanchei Brongn. & Gris
- Pittosporum divaricatum Cockayne
- Pittosporum dzumacense Guillaumin
- Pittosporum echinatum Brongn. & Gris
- Pittosporum elevaticostatum H.T.Chang & S.Z.Yan
- Pittosporum ellipticum Kirk
- Pittosporum eriocarpum Royle
- Pittosporum erioloma C.Moore & F.Muell.
- Pittosporum eugenioides A.Cunn.
- Pittosporum fairchildii Cheeseman
- Pittosporum fasciculatum Hook.f.
- Pittosporum ferrugineum W.T.Aiton
- Pittosporum flocculosum (Hillebr.) Sherff
- Pittosporum fulvipilosum H.T.Chang & S.Z.Yan
- Pittosporum fulvotomentosum Engl.
- Pittosporum gagnepainianum Gowda
- Pittosporum gatopense Guillaumin
- Pittosporum gayanum Rock
- Pittosporum glabratum Lindl.
- Pittosporum glabrum Hook. & Arn.
- Pittosporum goetzei Engl.
- Pittosporum gracile Pancher ex Brongn. & Gris
- Pittosporum halophilum Rock
- Pittosporum hawaiiense Hillebr.
- Pittosporum heckelii Dubard
- Pittosporum hematomallum Guillaumin
- Pittosporum henryi Gowda
- Pittosporum heterophyllum Franch.
- Pittosporum hosmeri Rock
- Pittosporum humbertii Cufod.
- Pittosporum humile Hook.f. & Thomson
- Pittosporum huttonianum Kirk
- Pittosporum illicioides Makino
- Pittosporum inopinatum K.Bakker
- Pittosporum × intermedium Kirk
- Pittosporum johnstonianum Gowda
- Pittosporum kaalense Guillaumin
- Pittosporum karnatakense Saldanha & S.R.Ramesh
- Pittosporum kauaiense Hillebr.
- Pittosporum kerrii Craib
- Pittosporum kirkii Hook.f. ex Kirk
- Pittosporum koghiense Guillaumin
- Pittosporum kunmingense H.T.Chang & S.Z.Yan
- Pittosporum kwangsiense H.T.Chang & S.Z.Yan
- Pittosporum kweichowense Gowda
- Pittosporum lacrymasepalum Utteridge
- Pittosporum lancifolium (F.M.Bailey) L.W.Cayzer, Crisp & I.Telford
- Pittosporum lanipetalum Tirel & Veillon
- Pittosporum lenticellatum Chun ex H.Peng & Y.F.Deng
- Pittosporum leptosepalum Gowda
- Pittosporum leratii Guillaumin
- Pittosporum leroyanum Tirel & Veillon
- Pittosporum letocartiorum Veillon & Tirel
- Pittosporum ligustrifolium A.Cunn.
- Pittosporum lineare Laing & Gourlay
- Pittosporum linearifolium Sugau
- Pittosporum longisepalum K.Bakker
- Pittosporum loniceroides Brongn. & Gris
- Pittosporum luteum H.St.John
- Pittosporum mackeei Tirel & Veillon
- Pittosporum macrosepalum Cufod.
- Pittosporum maireaui H.St.John
- Pittosporum malaxanii Veillon & Tirel
- Pittosporum maxwellii Utteridge
- Pittosporum merrillianum Gowda
- Pittosporum michiei Allan
- Pittosporum mildbraedii Engl.
- Pittosporum moluccanum (Lam.) Miq.
- Pittosporum × monae Rock ex H.St.John
- Pittosporum morierei Vieill. ex Guillaumin
- Pittosporum multiflorum (A.Cunn. ex Benth.) L.W.Cayzer, Crisp & I.Telford
- Pittosporum muricatum Tirel & Veillon
- Pittosporum napaliense Sherff
- Pittosporum napaulense (DC.) Rehder & E.H.Wilson
- Pittosporum naruaiao Guillaumin
- Pittosporum neelgherrense Wight & Arn.
- Pittosporum × obcordatum Raoul
- Pittosporum oblongilimbum Merr.
- Pittosporum obovatum Guillaumin
- Pittosporum ochrosiifolium Bojer
- Pittosporum oligodontum Gillespie
- Pittosporum oligophlebium H.T.Chang & S.Z.Yan
- Pittosporum omeiense H.T.Chang & S.Z.Yan
- Pittosporum oreillyanum C.T.White
- Pittosporum oreophilum Guillaumin
- Pittosporum ornatum Tirel & Veillon
- Pittosporum orohenense J.W.Moore
- Pittosporum oubatchense Schltr.
- Pittosporum pachyphyllum Baker
- Pittosporum pancheri Brongn. & Gris
- Pittosporum pangalanense Cufod.
- Pittosporum paniculatum Brongn. & Gris
- Pittosporum paniculiferum H.T.Chang & S.Z.Yan
- Pittosporum paniense Guillaumin
- Pittosporum parvicapsulare H.T.Chang & S.Z.Yan
- Pittosporum parvifolium Hayata
- Pittosporum parvilimbum H.T.Chang & S.Z.Yan
- Pittosporum patulum Hook.f.
- Pittosporum pauciflorum Hook. & Arn.
- Pittosporum pentandrum (Blanco) Merr.
- Pittosporum perahuense H.St.John
- Pittosporum perglabratum H.T.Chang & S.Z.Yan
- Pittosporum peridoticola Sugau & Ent
- Pittosporum perryanum Gowda
- Pittosporum pervillei Blume
- Pittosporum phillyreoides DC.
- Pittosporum pickeringii A.Gray
- Pittosporum pimeleoides A.Cunn. ex Putt.
- Pittosporum planilobum H.T.Chang & S.Z.Yan
- Pittosporum podocarpum Gagnep.
- Pittosporum polyspermum Tul.
- Pittosporum poueboense Guillaumin
- Pittosporum poumense Guillaumin
- Pittosporum praedictum Schodde
- Pittosporum pronyense Guillaumin
- Pittosporum pulchrum Gagnep.
- Pittosporum pullifolium Burkill
- Pittosporum pumilum Schodde
- Pittosporum purpureum H.St.John
- Pittosporum qinlingense Y.Ren & X.Liu
- Pittosporum raivavaeense H.St.John
- Pittosporum ralphii Kirk
- Pittosporum ramiflorum (Zoll. & Moritzi) Zoll. ex Miq.
- Pittosporum ramosii Merr.
- Pittosporum rangitahua E.K.Cameron & Sykes
- Pittosporum rapense F.Br.
- Pittosporum rarotongense Hemsl.
- Pittosporum reflexisepalum C.Y.Wu
- Pittosporum rehderianum Gowda
- Pittosporum resiniferum Hemsl.
- Pittosporum reticosum Ridl.
- Pittosporum revolutum W.T.Aiton
- Pittosporum rhytidocarpum A.Gray
- Pittosporum ridleyi L.W.Cayzer & G.Chandler
- Pittosporum rigidum Hook.f.
- Pittosporum roimata Gemmill & S.N.Carter
- Pittosporum rubiginosum A.Cunn.
- Pittosporum salicifolium Danguy
- Pittosporum samoense Christoph.
- Pittosporum saxicola Rehder & E.H.Wilson
- Pittosporum scythophyllum Schltr.
- Pittosporum senacia Putt.
- Pittosporum serpentinum (de Lange) de Lange
- Pittosporum sessilifolium Tirel & Veillon
- Pittosporum silamense Sugau
- Pittosporum simsonii Montrouz.
- Pittosporum sinuatum Blume
- Pittosporum spinescens (F.Muell.) L.W.Cayzer, Crisp & I.Telford
- Pittosporum spissescens Utteridge
- Pittosporum stenopetalum Baker
- Pittosporum suatinum Schodde
- Pittosporum subulisepalum Hu & F.T.Wang
- Pittosporum sylvaticum Guillaumin
- Pittosporum taitense Putt.
- Pittosporum takauele H.St.John
- Pittosporum tanianum Veillon & Tirel
- Pittosporum tenuifolium Gaertn.
- Pittosporum tenuivalvatum H.T.Chang & S.Z.Yan
- Pittosporum tenuivalve Schodde
- Pittosporum terminalioides Planch. ex A.Gray
- Pittosporum tetraspermum Wight & Arn.
- Pittosporum tinifolium A.Cunn.
- Pittosporum tobira (Thunb.) W.T.Aiton – pospornica japońska[5]
- Pittosporum tonkinense Gagnep.
- Pittosporum trigonocarpum H.Lév.
- Pittosporum trilobum L.W.Cayzer, Crisp & I.Telford
- Pittosporum truncatum E.Pritz.
- Pittosporum tubiflorum H.T.Chang & S.Z.Yan
- Pittosporum turneri Petrie
- Pittosporum umbellatum Gaertn.
- Pittosporum undulatifolium H.T.Chang & S.Z.Yan
- Pittosporum undulatum Vent. – pospornica falista[5]
- Pittosporum venulosum F.Muell.
- Pittosporum verrucosum Veillon & Tirel
- Pittosporum viburnifolium Hayata
- Pittosporum virgatum Kirk
- Pittosporum viridiflorum Sims
- Pittosporum viridulum M.P.Nayar, G.S.Giri & V.Chandras.
- Pittosporum viscidum L.W.Cayzer, Crisp & I.Telford
- Pittosporum wingii F.Muell.
- Pittosporum xanthanthum Schltr.
- Pittosporum xenicum Schodde
- Pittosporum xylocarpum Hu & F.T.Wang
- Pittosporum yunckeri A.C.Sm.